# Palacio de Fomento
El Palacio de Fomento es un edificio de la ciudad española de Madrid, situado en la plaza del Emperador Carlos V. Es la sede central del Ministerio de Agricultura, Pesca y Alimentación.

## Historia

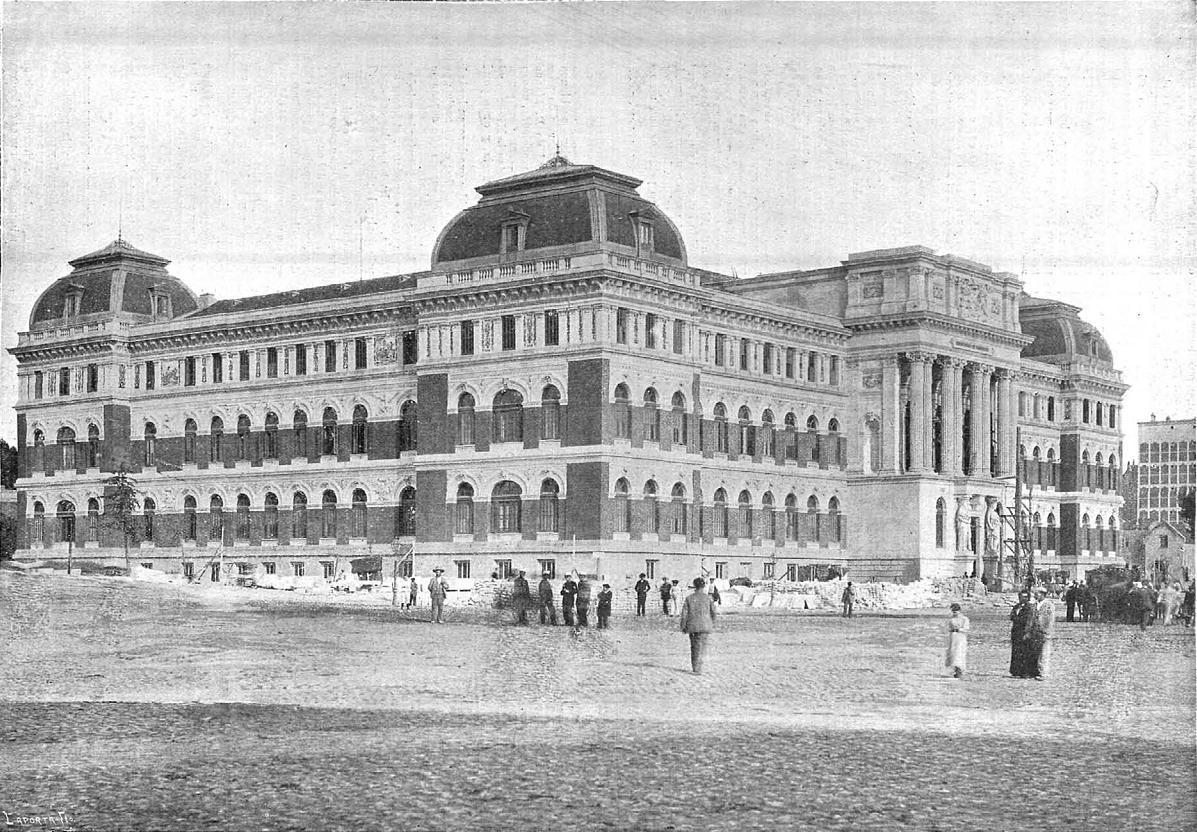
El edificio en 1897, el año de su inauguración, fotografía de Christian Franzen en La Ilustración Española y Americana. Se puede observar que aún no cuenta con las esculturas sobre la fachada, añadidas en 1905.

Fue construido de 1893 a 1897, con proyecto del arquitecto Ricardo Velázquez Bosco. El solar estaba destinado en origen a la Facultad de Ciencias y Escuela Central de Artes y Oficios y de Comercio, pero el proyecto fue desestimado. Aunque inicialmente albergó la sede del Ministerio de Fomento —así como la del Ministerio de Instrucción Pública y Bellas Artes—, en la actualidad es la sede principal del Ministerio de Agricultura, Pesca y Alimentación.
Fue declarado Bien de Interés Cultural el 24 de noviembre de 1989. Quedaron protegidos por esta figura tanto el edificio principal como sus pabellones anexos y la verja perimetral de cerramientos.

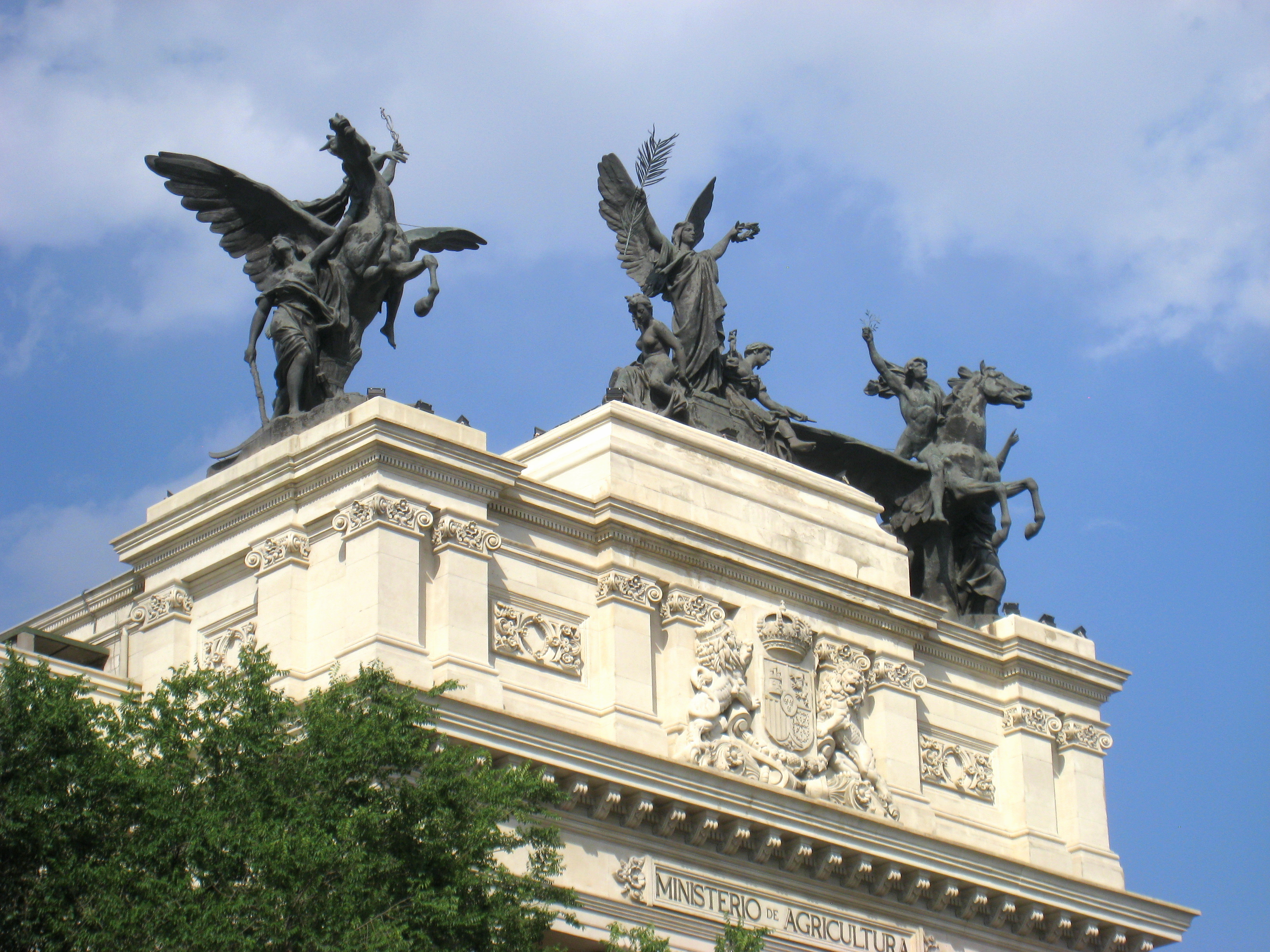
Copia en bronce del conjunto escultórico «La Gloria y los Pegasos», de Agustín Querol.

Se trata de un edificio de planta rectangular, con dos patios interiores cubiertos mediante los que se articula el espacio interior. La fachada sigue el estilo característico de Velázquez Bosco, con un pórtico de ocho columnas pareadas con friso culminado por un grupo escultórico. En 1905 se colocó en la cima del edificio el grupo conocido como «La Gloria y los Pegasos», obra de Agustín Querol.
Los daños sufridos durante la Guerra Civil y las inclemencias meteorológicas padecidas a lo largo del tiempo deterioraron el conjunto, realizado en mármol, del que fueron desprendiéndose varios fragmentos. Por ello, y dado el peligro existente de derrumbe, en marzo de 1976 las esculturas fueron reemplazadas por réplicas de bronce.

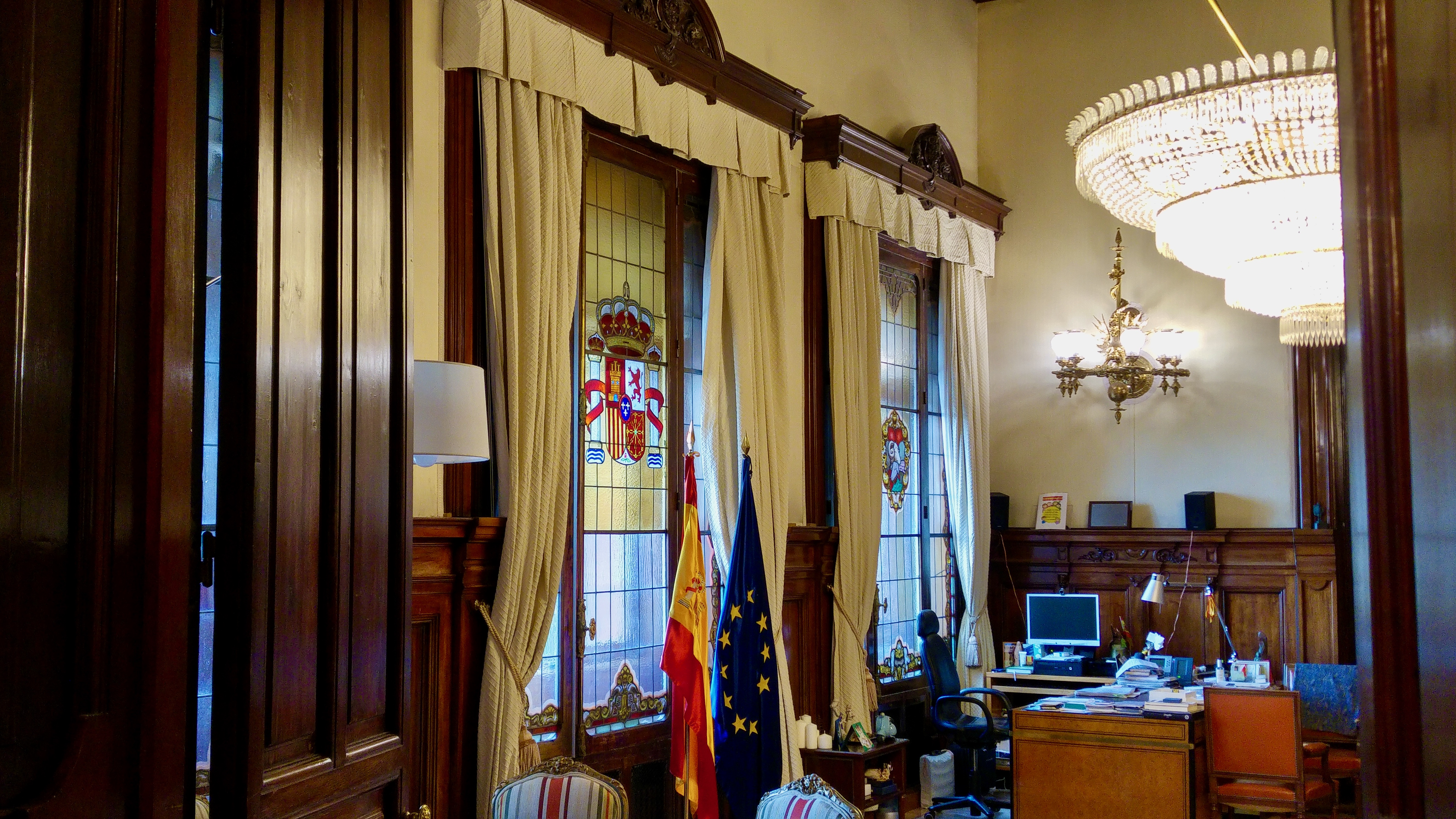
Despacho en el Palacio de Fomento.

La decoración escultórica exterior del edificio, que incluye sendas estatuas de Antonio de Ulloa y Jaime Balmes, es obra de José Alcoverro. También en la fachada, se pueden ver paneles de azulejos realizados por Daniel Zuloaga y un escudo de España de Ricardo Bellver.
En 2014 fue abierto al público, organizándose visitas guiadas y teatralizadas en el interior del edificio. En su interior alberga obras procedentes de Patrimonio Nacional y del Museo del Prado.